# Physella parkeri
Physella parkeri är en snäckart som först beskrevs av Currier 1881.  Physella parkeri ingår i släktet Physella och familjen blåssnäckor. Inga underarter finns listade i Catalogue of Life.